# Gylippus yerohami
Espèce
Gylippus yerohami est une espèce de solifuges de la famille des Gylippidae.

## Distribution
Cette espèce est endémique d'Israël.

## Étymologie
Son nom d'espèce lui a été donné en référence au lieu de sa découverte, Yeruham.

## Publication originale
- Levy & Shulov, 1964 : The Solifuga of Israel. Israel Journal of Entomology, vol. 13, p. 102-120.